# Andrea Adorno
Andrea Adorno (Belpasso, 1980) è un militare italiano, insignito della medaglia d'oro al valor militare.

## Carriera
Andrea Adorno ha prestato servizio nel 4º Reggimento alpini paracadutisti dal 1999 al 2011, periodo durante il quale è stato dislocato in vari teatri tra cui i Balcani, l'Iraq e l'Afghanistan, dove nel 2010 si rende protagonista dell'azione che gli varrà il conferimento della medaglia. Dal 2011 al 2018 presta servizio nel 62º Reggimento fanteria "Sicilia" per poi fare rientro nei ranghi del 4º Reggimento alpini paracadutisti Ranger di Verona, il 28 agosto 2018 rivestendo il Grado di Sergente, promozione ottenuta per meriti, la prima ad essere stata conferita dopo la 2ª Guerra Mondiale.  Ha partecipato a missioni all'estero per nove volte.
Insieme a Gastone Breccia, storico militare, nel 2017 ha pubblicato un'autobiografia edita da Mondadori dal titolo Nome in codice: Ares. Le missioni, le battaglie, la formazione di un eroe italiano.

## Opere
Andrea Adorno e Gastone Breccia, Nome in codice: Ares, Mondadori, 21 marzo 2017, ISBN 978-8804673675.